# Leotoresi
Leotoresi ist ein osttimoresischer Ort im Suco Atudara (Verwaltungsamt Cailaco, Gemeinde Bobonaro). Er liegt im Osten des Südterritoriums von Atudara, in der Aldeia Atubuti, auf einer Meereshöhe von 286 m.
Das Dorf liegt am Westufer des Marobos zwischen steil aufragenden Bergen. Südöstlich befinden sich auf der anderen Seite des Flusses zwei Nachbardörfer, von denen eine Piste nach Süden führt. Nach Leotoresi führen keine Verkehrswege.